# 拉姆西縣 (北達科他州)
拉姆西县（英語：Ramsey County）是美國北達科他州東北部的一個縣。面積3,369平方公里。根據美國2000年人口普查，共有人口12,066人。縣治德弗爾斯萊克（Devils Lake）。
成立於1873年1月4日，縣政府成立於1883年1月25日。縣名紀念明尼蘇達州首任州長亞歷山大·拉姆西。